# Emil Gies
Emil Gies (* 26. April 1872 in Frankfurt am Main; † 1937 ebenda) war ein deutscher Maler und Zeichner.
Gies besuchte am Städelschen Kunstinstitut zunächst von 1887 bis 1889 die Zeichenklasse unter Johann Heinrich Hasselhorst und in den darauffolgenden Jahren von 1889 bis 1891 die Malklasse unter Frank Kirchbach. In Paris vollendete er seine Studien dann von 1891 bis 1893 in der Privatschule von Luc-Olivier Merson. Nach dem Tode von Wilhelm Amandus Beer im Januar 1907 übernahm Gies die Leitung der Meisterklasse für figürliche Malerei, deren Leitung zuvor vorübergehend Andreas Egersdörfer, dem Lehrer des Meisterateliers für Landschaftsmalerei, mit übernommen hatte.